# Karen Hoff
Karen Hoff, född 29 maj 1921 i Vorup, död 29 februari 2000, var en  dansk kanotist.
Hoff blev olympisk guldmedaljör i K-1 500 meter vid sommarspelen 1948 i London.